# Прескот (Арканзас)
Прескот (енгл. Prescott) град је у америчкој савезној држави Арканзас.

## Демографија
По попису из 2010. године број становника је 3.296, што је 390 (-10,6%) становника мање него 2000. године.
| Група             | 2000.         | 2010.         |
| Белци             | 1.959 (53,1%) | 1.498 (45,4%) |
| Афроамериканци    | 1.640 (44,5%) | 1.646 (49,9%) |
| Азијати           | 3 (0,1%)      | 3 (0,1%)      |
| Хиспаноамериканци | 65 (1,8%)     | 96 (2,9%)     |
| Укупно            | 3.686         | 3.296         |